# South Ormsby
South Ormsby – wieś w Anglii, w hrabstwie Lincolnshire, w dystrykcie East Lindsey. Leży 40 km na wschód od Lincoln i 194 km na północ od Londynu.